# Miljan Goljović
Miljan Goljović , né le 27 août 1971 à Raška, dans la République socialiste de Serbie, est un ancien joueur slovène de basket-ball. Il évolue au poste d'ailier.